# 索布區
47°49′00″N 18°52′00″E / 47.8167°N 18.8667°E

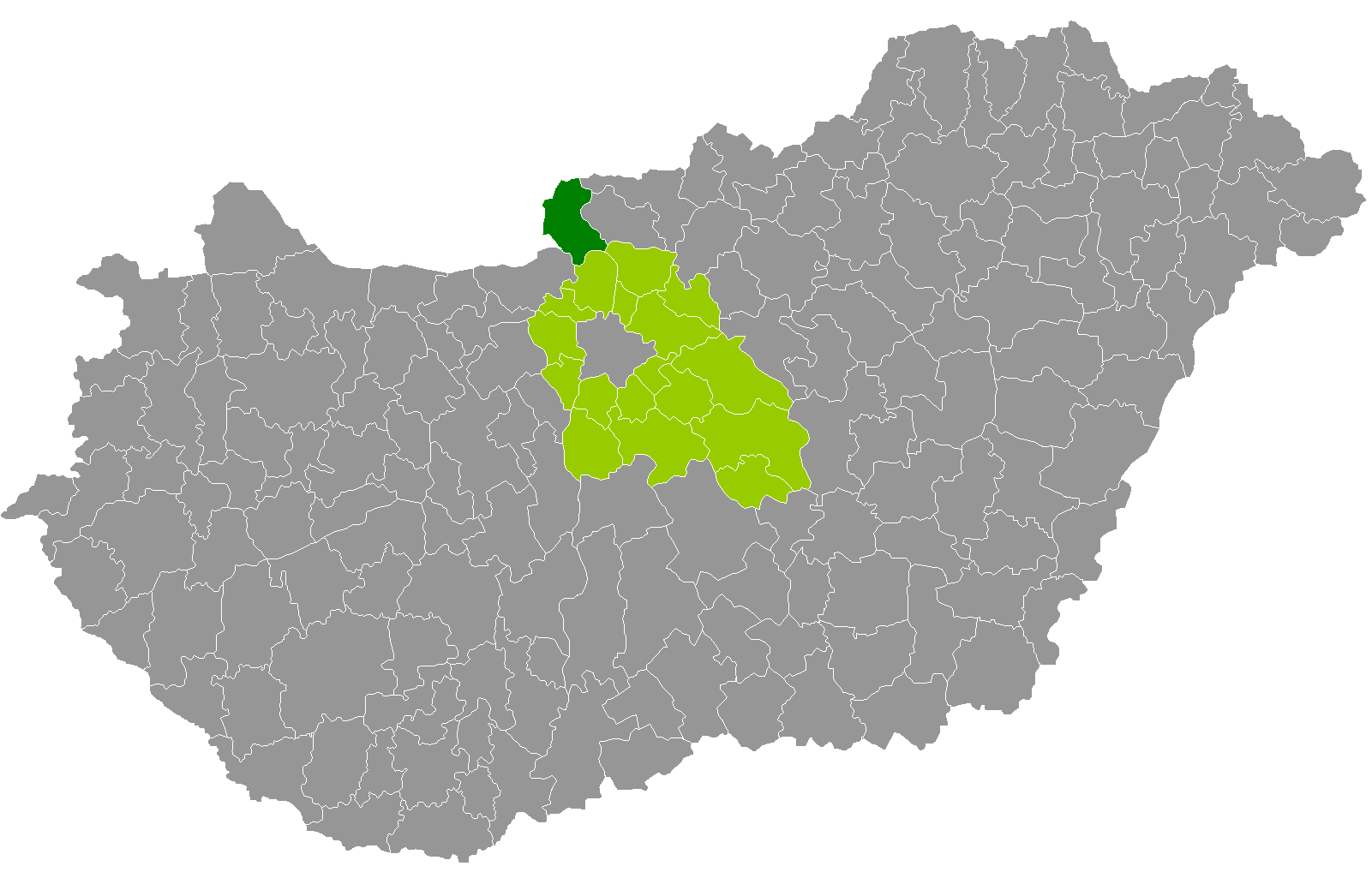

索布區（匈牙利語：Szobi járás），是匈牙利的一個區，位於該國北部，由佩斯州負責管轄，首府設於索布，面積438平方公里，2011年人口24,875，人口密度每平方公里57人。

## 市镇
索布區包含两个城镇和15个村庄。